# MC Güstrow
MC Güstrow e.V. – niemiecki klub żużlowy z Güstrow.

## Historia klubu
MC Güstrow został założony w 1958 roku, a w jego skład wchodziły sekcje żużla klasycznego, na długim torze oraz na trawie.
W okresie istnienia NRD żużlowcy odnosili największe triumfy w istniejącej w latach 1965-1990 wschodnioniemieckiej lidze żużlowej, 20-krotnie zdobywając tytuł mistrzowski. Zawodnicy z Güstrow zgromadzili także kilkadziesiąt krążków z najcenniejszego kruszcu, w indywidualnych i parowych zawodach w seniorów i juniorów. Pomimo iż od 1972 roku decyzją ówczesnego kierownictwa sportowego sport ten pozostał w tym państwie w międzynarodowej izolacji, po zjednoczeniu Niemiec ośrodek żużlowy z Meklemburgii pozostał jednym z najsilniejszych klubów w kraju.

## Stadion
Stadion znajduje się w południowej części miasta. Został oddany do użytku w 1963 roku, może pomieścić około 10 tysięcy miłośników czarnego sportu. Nawierzchnia toru jest żużlowa, a długość wynosi 298 metrów, ze względu na dość krótki tor oraz strome trybuny, stadion ten przez niemieckich kibiców nazywany jest Kotłem (niem. Hexenkessel) Szerokość na prostych wynosi 10 metrów, a na łukach 12 metrów. Po sukcesie frekwencyjnym jakim była organizacja pierwszej rundy SEC powstał projekt modernizacji trybuny na prostej startowej, który zakłada podwyższenie trybuny, tak aby pomieściła 14 rzędów siedzeń, nową wieżyczkę sędziowską, oraz pomieszczenia magazynowe. Rozpoczęcie inwestycji planowane jest na wrzesień 2015 roku.